# 개러스 에번스
개러스 휴 에번스(영어: Gareth Huw Evans, 1980년 ~ )는 웨일스의 영화 감독이다. 《레이드》 시리즈의 연출자로 알려져 있다.